# تغییرپذیری ژنتیکی
تغییرپذیری ژنتیکی (به انگلیسی: Genetic Variability) حضور یا تولید تفاوت‌های ژنتیکی است. تغییرپذیری ژنتیکی به این صورت تعریف می‌شود: «ایجاد افرادی با تفاوت‌های ژنوتیپی، یا حضور افرادی که از نظر ژنوتیپی متفاوت اند، در مقایسه، تفاوت‌هایی که از سوی طبیعت القاء می‌گردند به عنوان یک قاعده، تنها قادر به ایجاد تفاوت‌های غیرموروثی در فنوتیپ می‌باشند». تغییرپذیری ژنتیکی در جمعیت برای تنوع زیستی حائز اهمیت است.